# Шопин, Игорь Викторович
Игорь Викторович Шопин (укр. Ігор Вікторович Шопін; 15 июня 1978, Новоайдар, Луганская область, Украинская ССР, СССР) — украинский футболист, полузащитник. С 2015 года — поселковый голова Новоайдара.

## Биография
Воспитанник луганского футбола.
Начал профессиональную карьеру в 1995 году в клубе «Заря-МАЛС» (Луганск). Играл на позиции опорного полузащитника. Лучший бомбардир луганской «Зари» в чемпионате Украины (2): 1996/97, 1997/98.
В период с 1998 года по 2004 год играл за харьковский «Металлист». За «Металлист» провёл больше ста поединков в матчах чемпионата Украины. После карьеры в Харькове ещё год защищал цвета «Зари» из Луганска.
Летом 2005 года перешёл в клуб «Харьков», в марте 2007 года Шопин расторг договор с ФК «Харьков». Оставшуюся часть сезона доигрывал в симферопольском «ИгроСервис» в Первой лиге.
В июле 2007 года перешёл в «Закарпатье». Заканчивал свою карьеру во второлиговом «Шахтёре». Завершил карьеру в связи с перелом руки.

## Дальнейшая судьба
По окончания карьеры футболиста работал детским тренером в Алчевске и Луганске.
В декабре 2014 был похищен сотрудниками МВД Украины. Как позже выяснилось его похищение было организовано сотрудниками милиции с целью вымогательства.
Являлся представителем депутата ВРУ Виталия Курило. В 2015 году избран поселковым головой Новоайдара от политической партии Блок Петра Порошенко «Солидарность».

## Достижения
- Победитель Первой лиги Украины (1): 2008/09
- Бронзовый призёр Первой лиги Украины (1): 2004/05

## Статистика
| Сезон   | Клуб                | Лига                | Чемпионат | Чемпионат | Кубок | Кубок |
| Сезон   | Клуб                | Лига                | Игры      | Голы      | Игры  | Голы  |
| ------- | ------------------- | ------------------- | --------- | --------- | ----- | ----- |
| 1995/96 | Заря-МАЛС (Луганск) | Высшая лига Украины | 21        | 0         | ?     | ?     |
| 1996/97 | Заря-МАЛС (Луганск) | Первая лига Украины | 41        | 10        | ?     | ?     |
| 1997/98 | Заря-МАЛС (Луганск) | Первая лига Украины | 28        | 11        | ?     | ?     |
| 1998/99 | Металлист           | Высшая лига Украины | 21        | 0         | ?     | ?     |
| 1999/00 | Металлист           | Высшая лига Украины | 25        | 0         | ?     | ?     |
| 2000/01 | Металлист           | Высшая лига Украины | 18        | 3         | ?     | ?     |
| 2001/02 | Металлист           | Высшая лига Украины | 9         | 1         | ?     | ?     |
| 2002/03 | Металлист           | Высшая лига Украины | 24        | 1         | ?     | ?     |
| 2003/04 | Металлист           | Первая лига Украины | 33        | 6         | ?     | ?     |
| 2004/05 | Заря (Луганск)      | Первая лига Украины | 29        | 10        | ?     | ?     |
| 2005/06 | Харьков             | Высшая лига Украины | 27        | 3         | ?     | ?     |
| 2006/07 | Харьков             | Высшая лига Украины | 7         | 0         | ?     | ?     |
| 2006/07 | ИгроСервис          | Первая лига Украины | 3         | 0         | ?     | ?     |
| 2007/08 | Закарпатье          | Высшая лига Украины | 24        | 0         | ?     | ?     |
| 2008/09 | Закарпатье          | Первая лига Украины | 21        | 0         | 2     | 0     |
| 2009/10 | Закарпатье          | Высшая лига Украины | 1         | 0         | 0     | 0     |